# Hans Brix
Hans Nicolaus Brix (24. oktober 1870 i Vejle – 20. januar 1961 i Gentofte) var professor ved Københavns Universitet 1924-1941, dr. phil. og stiftende medlem af Det Danske Akademi i 1960.
Ved siden af undervisningen var Hans Brix en skarp dagbladsanmelder af litteratur og teater. Bedst kendte eksempel på hans stil er "Anmelde den bog? Det skulle da være til politiet."
Hans Brix udgav adskillige bøger om litteratur.
Han fik sin doktorgrad i 1907 på en afhandling om H.C. Andersen og hans eventyr, hvorom Georg Brandes skrev:
| Citat | Det vanskelige var her lykkedes for ham, at føre alle H.C. Andersens ypperste Eventyr tilbage til personlige Livsindtryk, indre og ydre Tildragelser i Digterens Levned… | Citat |
|       | |       |

Begravet på Gentofte Kirkegård.